# Amtsgericht Burbach
Das Amtsgericht Burbach war von 1879 bis 1974 ein Amtsgericht mit Sitz in Burbach.

## Geschichte
In Laasphe bestand von 1849 bis 1879 die Gerichtskommission Burbach des Kreisgerichts Siegen. Im Rahmen der Reichsjustizgesetze wurden 1879 reichsweit einheitlich Oberlandes-, Land- und Amtsgerichte gebildet. Das königlich preußische Amtsgericht Burbach wurde mit Wirkung zum 1. Oktober 1879 als eines von 19 Amtsgerichten im Bezirk des Landgerichtes Arnsberg im Bezirk des Oberlandesgericht Hamm gebildet. Der Sitz des Gerichts war die Gemeinde Burbach. Sein Gerichtsbezirk umfasste aus dem Kreis Siegen das Amt Burbach ohne die Orte Mittelwilden, Neunkirchen, Salchendorf und Struthütten. Am Gericht bestand 1880 eine Richterstelle. Das Amtsgericht war damit ein kleines Amtsgericht im Landgerichtsbezirk. Am 1. Oktober 1933 wurde das Landgericht Siegen mit dem Preußischen Gesetz über die Neugliederung von Gerichtsbezirken im Bereich der Oberlandesgerichte Frankfurt am Main, Hamm und Köln vom 23. Juni 1933 gegründet und das Amtsgericht Burbach seinem Sprengel zugeordnet.
Mit dem Sauerland/Paderborn-Gesetz vom 5. November 1974 wurde das Amtsgericht Burbach zum 1. Januar 1975 aufgehoben.